# Elymus magnicaespes
Elymus magnicaespes är en gräsart som beskrevs av Da Fang Cui. Elymus magnicaespes ingår i släktet elmar, och familjen gräs. Inga underarter finns listade i Catalogue of Life.